# Třebechovice pod Orebem
Třebechovice pod Orebem är en stad i Tjeckien.   Den ligger i regionen Hradec Králové, i den centrala delen av landet, 110 km öster om huvudstaden Prag. Třebechovice pod Orebem ligger 243 meter över havet och antalet invånare är 5 611.
Terrängen runt Třebechovice pod Orebem är huvudsakligen platt, men österut är den kuperad.Runt Třebechovice pod Orebem är det ganska tätbefolkat, med 116 invånare per kvadratkilometer. Närmaste större samhälle är Hradec Králové, 11,4 km väster om Třebechovice pod Orebem. I omgivningarna runt Třebechovice pod Orebem växer i huvudsak blandskog.